# Conchylodes nolckenialis
Conchylodes nolckenialis is een vlinder uit de familie van de grasmotten (Crambidae). De wetenschappelijke naam van deze soort is voor het eerst voorgesteld als Ledereria nolckenialis door Pieter Snellen in een publicatie uit 1875.
De soort komt voor in Mexico, Honduras, Nicaragua, Costa Rica, Panama, Colombia en Frans-Guyana.